# Stenshøi
Der Stenshøi (auch Stenshøj) ist eine wahrscheinliche megalithische Grabanlage der jungsteinzeitlichen Nordgruppe der Trichterbecherkultur im Kirchspiel Snostrup in der dänischen Kommune Frederikssund.

## Lage
Das Grab liegt südöstlich von Lille Rørbæk auf einem Feld. In der näheren Umgebung gibt bzw. gab es zahlreiche weitere megalithische Grabanlagen.

## Forschungsgeschichte
In den Jahren 1875 und 1942 führten Mitarbeiter des Dänischen Nationalmuseums Dokumentationen der Fundstelle durch. Eine weitere Dokumentation erfolgte 1982 durch Mitarbeiter der Forst- und Naturbehörde.

## Beschreibung
Die Anlage besitzt eine runde Hügelschüttung mit einem Durchmesser von 20 m und einer Höhe von 4 m. Auf der Hügelspitze ist eine leichte Senke zu erkennen. An der Nordostseite des Hügels befindet sich ein Einschnitt. Eine steinerne Umfassung ist nicht zu erkennen.
Der Hügel dürfte eine Grabkammer enthalten, die aber vollständig mit Erde bedeckt ist und über die keine Angaben vorliegen. Aufgrund der Ähnlichkeit des Hügels zum benachbarten Møllehøj wird angenommen, dass es sich bei der Grabkammer des Stenshøi ebenfalls um ein Ganggrab handelt.